# عين حمران
تعتبر عين حمران من أجمل العيون في ولاية طاقة،  وهي تقع في سهل حمران غرب ولاية طاقة وتبعد عن مركز ولاية صلالة بحوالي 16 كيلومترا ويقوم كثير من زوارها بالاحتطاب بقطع فروع الأشجار لطهي غذائهم تحت ظلال الأشجار لقضاء نهار جميل وسط غابة من الأشجار.
وهي إحدى عيون المياه وارفة الظل تنتشر بها كثير من الأشجار المختلف مثل أشجار الدوم والنارجيل والتين، يرتادها الزوار طوال السنة لاسيما في الخريف ونهاية كل أسبوع حيث يغتسل فيها الزوار وتسقى منها المواشي والزراعة المحيطة بها.
ويعتبر منسوب المياه جيدا في عين حمران حيث كان يستغل قديما في الزراعة المنتشرة في سهل حمران وحسب روايات كثير من سكان تلك المنطقة كانت تقوم على تلك المياه العديد من مزارع الذرة وقصب السكر والبطاطا الحلوة وكثير من المنتجات الزراعية الأخرى.
وتفتقر عين حمران كما يصفها الكثير إلى الخدمات الضرورية كالمطاعم والمقاهي والأرصفة الواسعة على جنبات العين والدرج المهيئ إلى الكهف.